# МФК Ружомберок
МФК Ружомберок (на словашки: Mestský futbalový klub Ružomberok) (Slovak pronunciation: [ˈɾuʒɔmbɛɾɔkː]) е словашки професионален футболен отбор от едноименния град Ружомберок. Отборът е създаден през 1906 година и играе домакинските си мачове на стадион „Ружомберок“, който разполага с капацитет от 7000 седящи места и покрива изискванията на футболната асоциация в Словакия.
През предиода 2005/07 старши треньор на отбора е Фратишек Комнячки който през февруари 2007 печели срещу „СКА (Ростов на Дон)“.
Играе с „Левски“ (София) в Лига Европа през 2019/20 като губи и двата си мача с по 0:2.

## Успехи
- Словашка суперлига
  -  Шампион (1): 2005/06
  -  Бронзов медал (4): 2000/01, 2003/04, 2016/17, 2018/19
- Купа на Словакия
  -  Носител (2): 2005/06, 2023/24
  -  Финалист (3): 2000/01, 2019/20, 2024/25

## Предишни имена
| Години | Име                                          |
| ------ | -------------------------------------------- |
| 1906   | Розахеги Шпорт Клаб Rózsahegyi Sport Club    |
| 1953   | ДСО Искра Ружомберок DSO Iskra Ružomberok    |
| 1955   | Искра Ружомберок Iskra Ružomberok            |
| 1957   | ТЙ БЗВИЛ Ружомберок TJ BZVIL Ružomberok      |
| 1989   | ТЙ БЗ Ружомберок TJ BZ Ružomberok            |
| 1992   | ШК Тексиком Ружомберок ŠK Texicom Ružomberok |
| 1995   | МШК Ружомберок MŠK Ružomberok                |
| 1996   | МШК СКП Ружомберок MŠK SCP Ružomberok        |
| 2003 – | МФК Ружомберок MFK Ružomberok                |